# Алует 1
Алует 1 е първият канадски изкуствен спътник и първият, който не е управляван от СССР или САЩ. Името „Алует“ идва от френското наименование на сем. Чучулигови, и от френско-канадската фолклорна песен Алует.

## История

### Изстрелване и прогрес на мисията
Спътникът е изстрелян от НАСА от ВВС база Вандербург, Калифорния в 06:05 UTC, на 29 септември 1962 г. Задачата на Алует е изучаване на йоносферата или горният слой на атмосферата, област в която по-късно ще бъдат изпратени много спътници. Мисията продължава 10 години, след което спътникът е изключен.

### Дупликатна конструкция
Конструирани са два спътника вслучай на появила се неизправност; ако първият спътник се бе провалил, вторият можеше да бъде изстрелян с няколко месеца закъснение. Трябвали са три и половина години след началото на проекта Алует, за да се построи спътникът.
Механичената конструкция е изградена в Даунсвил. След като е сглобен теглото на Алует е 145 kg. Използвана е двустепенната ракета-носител Тор-Аджена. Втората конструкция е изстреляна по-късно под името Алует 2 през 1965 г.